# Gotta Get Away (песня)
«Gotta Get Away» (рус. Должен удирать) — песня американской панк-группы The Offspring, изданная как третий сингл альбома Smash (выпущенного в 1994 году). Также эта песня вошла в сборник песен Greatest Hits в 2005 году.
Сингл был издан в двух вариантах: на компакт-диске и виниловой пластинке, имевших разное оформление.

## О песне
«Gotta Get Away» был вдохновлён ранним треком «Cogs», написанным, когда группа ещё называлась Manic Subsidal. В песне говорится о давлении, которое испытывал вокалист Декстер Холланд, чтобы закончить альбом вовремя.

## Список композиций

### CD сингл
| №  | Название            | Длительность |
| -- | ------------------- | ------------ |
| 1. | «Gotta Get Away»    | 3:56         |
| 2. | «We Are One»        | 4:00         |
| 3. | «Forever and a Day» | 2:37         |

### Виниловая пластинка
| №  | Название               | Длительность |
| -- | ---------------------- | ------------ |
| 1. | «Gotta Get Away»       | 3:56         |
| 2. | «Smash» (Live version) | 3:01         |

## Позиции в чартах
| Чарт (1994—1995 гг.)               | Позиция в чарте |
| ---------------------------------- | --------------- |
| Australia (ARIA)                   | 53              |
| Australia Alternative (ARIA)       | 8               |
| Австрия (Ö3 Austria Top 40)        | 36              |
| Бельгия/Фландрия (Ultratop 50)     | 28              |
| Бельгия/Валлония (Ultratop 50)     | 21              |
| Канада (RPM Top Singles)           | 32              |
| Finland (Suomen virallinen lista)  | 6               |
| Нидерланды (Dutch Top 40)          | 37              |
| Нидерланды (Single Top 100)        | 33              |
| Норвегия (VG-lista)                | 18              |
| Шотландия (Scottish Singles Chart) | 46              |
| Швеция (Sverigetopplistan)         | 26              |
| Великобритания (UK Singles Chart)  | 43              |
| Великобритания (UK Rock Chart)     | 1               |
| США (Billboard Radio Songs)        | 58              |
| США (Billboard Alternative Songs)  | 6               |
| США (Billboard Mainstream Rock)    | 15              |